# Mesa (geografia)

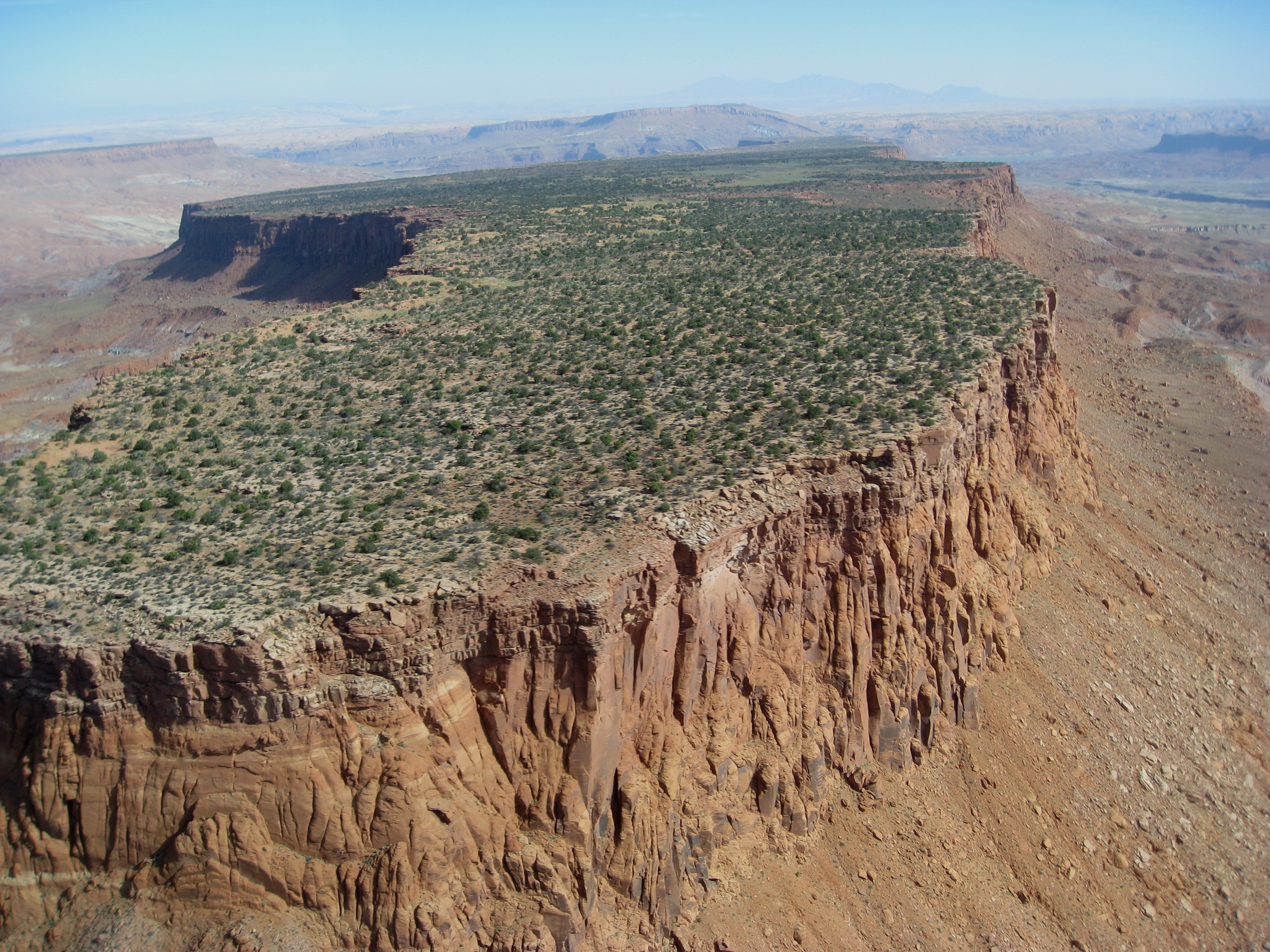
Mesa no Monument Valley, na Nação Navajo, Estados Unidos.

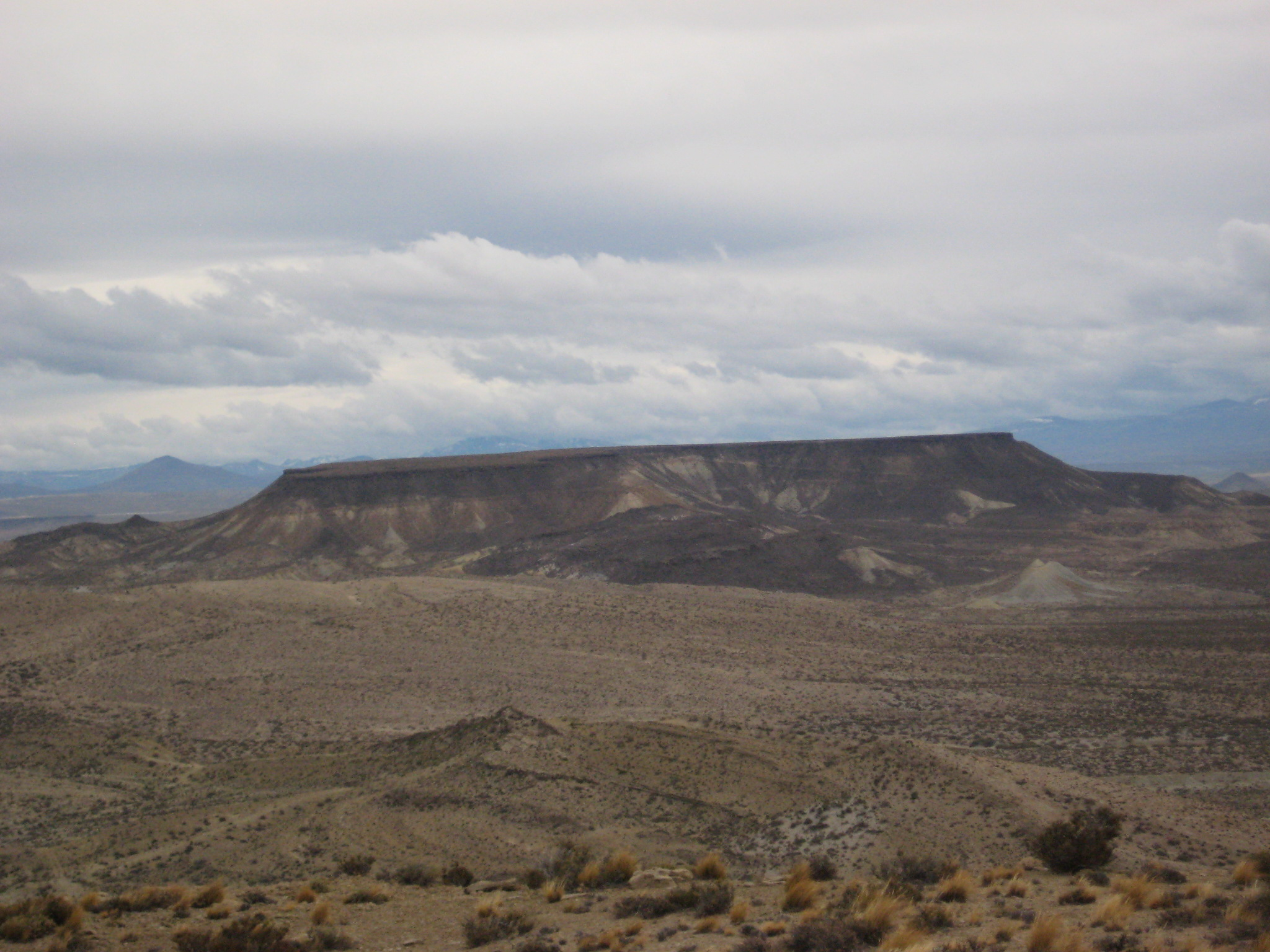
Cerro Negro, uma das poucas mesas próximas a Zapala, na Argentina.

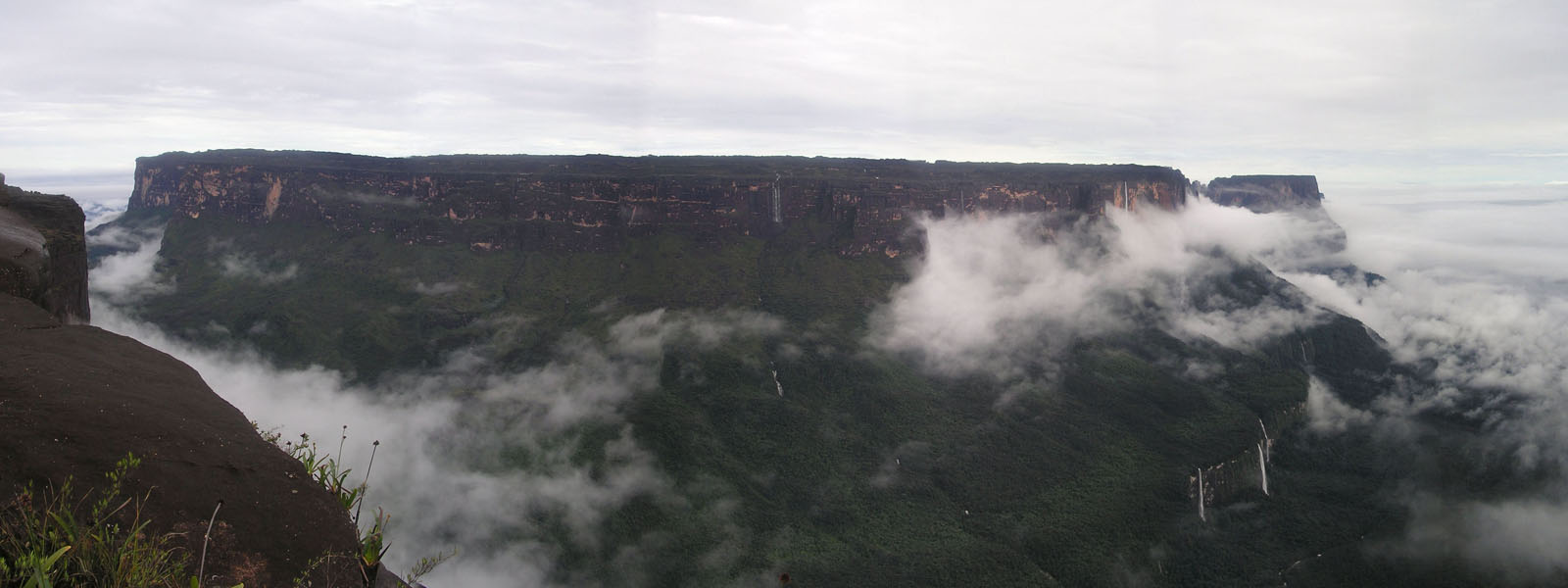
Meseta do Monte Roraima na tríplice fronteira com a Venezuela e a Guiana

Uma mesa (por vezes usado como sinónimo de meseta) é um acidente geográfico caracterizado por uma área elevada de solo com um topo plano, rodeada por todos os lados por escarpas inclinadas. É uma forma de relevo que se encontra praticamente reto, como o Planalto Central, localizado na Região Centro-Oeste do Brasil, na Chapada Diamantina, localizada na Região Nordeste do Brasil, e no Planalto das Guianas em Roraima, Região Norte do Brasil. E em outras Regiões onde esta forma de relevo é comum: Espanha, Guiana, Venezuela, Sardenha, Norte de África, África Austral, Península Arábica, Índia e Austrália.